# Carrow Road
A Carrow Road angol labdarúgóstadion, mely Norwichban található. Nevét a mellette lévő útról kapta.
Az elsőosztályú Norwich City használja. 1935-ben nyílt meg. Mindig a Norwich City csapata használta.
Az aréna maximális befogadóképessége 27 224 néző.

## Fordítás
Ez a szócikk részben vagy egészben  a   Carrow Road című angol Wikipédia-szócikk ezen változatának fordításán alapul.  Az eredeti cikk szerkesztőit annak laptörténete sorolja fel. Ez a jelzés csupán a megfogalmazás eredetét és a szerzői jogokat jelzi, nem szolgál a cikkben szereplő információk forrásmegjelöléseként.